# Distretto di Ugtaal
Il distretto di Ugtaal è uno dei ventisette distretti (sum) in cui è suddivisa la provincia del Tôv, in Mongolia. Conta una popolazione di 2.274 abitanti (censimento 2007). 